# Ölgij
Ölgij (mongolul: Өлгий) a mongóliai Bajan-Ölgij tartomány székhelye, nevének jelentése: bölcső. A Mongol-Altaj keleti oldalán fekszik, a Hovd folyó völgyében. Ulánbátortól légvonalban 1625 kilométerre található. Lakossága 2008-ban 28 496 fő, ebből sokan muzulmán kazakok.
A város 1921-ben épült a folyó jobb partján. Első iskolája és boltjai akkor még jurtákban kaptak helyet. A település magja nagyjából trapéz alakú, a főtér közepén egy szovjet hősi emlékmű áll. A központban találhatók a megyei és városi hatóságok klasszicista stílus jellegű épületei, a városi múzeum, valamint az új építésű előadóművészeti központ.
A déli, délkeleti részen találhatók az ipari létesítmények, gyapjúmosó, szőnyegüzem és a város elektromos erőműve.

## Közlekedés
Az ölgiji repülőtérnek (ULG/ZMUL) egy 2400 méteres füves kifutópályája van. Menetrend szerinti járatok közlekednek Ulánbátorba és a kazahsztáni Almatiba.